# Битка код Лене
Битка код Лене се одиграла 31. јануара 1208. године, највероватније код Кунгслене између представника Ерикове лозе Ерика X (1208—1216) и представника Сверкерове лозе Сверкера II (1196—1208) у склопу борбе две династије око власти у Шведској. У бици су активно учествовале и значајне снаге краљевине Данске као традиционални савезници Сверкерових које је послао краљ Валдемар II Освајач (1202—1241) и одреди краљевине Норвешке као традиционални савезници Ерикових. Окончала се одлучном победом Ерикових снага које су десетковале противника и протерале бившег краља Сверкера II у Данску. Сукоб две династије је окончан битком код Гестилрене 1210. године у којој је Сверкер II погинуо, након чега је Ерик успоставио добре односе са краљевином Данском, оженивши се сестром Валдемара II Ричезом.
Старе хронике наводе да је Сверкерова војска ојачана значајним данским одредима бројала 12.000, па чак и 18.000, док се број Ерикових снага процењује од 7.000 до 10.000 људи, али се обе цифре данас сматрају као средњовековно претеривање.